# 롤리포 언리미티드
《롤리포 언리미티드》(로리뽀∞, ろりぽ∞)는 이무산조의 메이드 배틀 만화. 이무산조의 오리지널 작품 중 처음으로 단행본화되었다. 총 7권.
현재 대한민국에는 정식 한국어판 단행본이 2011년 1월부터 대원씨아이를 통해 발매중이다. 참고로 이치진샤 작품중 최초의 한국 라이센스 단행본.

## 작품 개요
이치진샤 발행의〈월간 Comic REX〉창간호(2005년 12월 발매)부터 연재개시하여 2009년 6월호에 수록된 최종화를 끝으로 연재가 종료되었다.
무대는 공전의 메이드 찻집붐이 일고 있는 가공의 일본. 메이드 찻집의 메이드 웨이트리스들은 가게간의 배틀 “메이드 경기”의 정점을 목표로, 격전을 벌이고 있었다. 오성의 대인기 메이드 찻집〈언리미티드〉의 간판 웨이트리스 카미가야 미사키는 15년 전 방영되었던 전설의 애니메이션〈메이드 웨이트리스★미노리〉를 동경하여, 그 원형이 되었던〈전설의 메이드복〉을 찾고 있었다. 그러던 어느 날, 언리미티드의 건너편에〈롤리팝〉이라는 메이드 찻집이 개점하고, 그것이 메이드 찻집에 대한 모독이라 생각한 미사키는 롤리팝에 쳐들어가고, 롤리팝을 경영하고 있는 야하시라 미노리라는 소녀와 만나게 된다.

## 등장인물
주요 등장인물의 대부분은 머리모양이 트윈테일이다. 또한, 대부분의 주요 등장인물의 이름은 신케이세이 전철 신케이세이 선의 역명에서 따왔다.

### 롤리팝
카마가야 미사키(鎌ヶ谷みさき)
본 작품의 주인공. 원래는 메이드 찻집〈언리미티드〉의 간판 웨이트리스였지만, 타누키에게 패배한 이후〈언리미티드〉에서 해고당하고 만다. 그 후,〈롤리팝〉에 가이적하여 미노리의 육성에 힘을 쏟는다.
결정기는〈미사키 턴〉. 상황을 이용하는 능력이 뛰어나며, 아직 메이드 찻집에 대한 정열은 상당한 수준. 애니메이션〈메이드 웨이트리스★미노리〉의 열성팬이다. 용모는 금발 트윈테일에 츤데레, 그리고 빈유라는 어떤 의미에선 표본이라 할 수 있다.
야하시라 미노리(矢柱みのり)
우연히 TV에서 메이드 경기를 보고, 미사키를 동경하여 메이드 찻집〈롤리팝〉을 개점한 여성. 18세. 자동차 운전면허를 가지고 있으며, 부잣집. 애니메이션〈메이드 웨이트리스★미노리〉의 감독 야하시라 히로키의 딸이면서, 애니메이션의 주인공과 같은 이름을 가졌다.
키도 모쥬간(木戸モジュガン)
미노리와 함께 살고 있는 갈색 피부의 여성. 이란인의 아버지와 일본인의 혼혈. 의외로 글래머. 요리가 특기로〈롤리팝〉에선 주방을 담당.

### 언리미티드
렌게지 호다카(蓮華寺ほだか)
원래 성우 출신으로 현재는 총리대신. 그리고〈언리미티드〉의 오너이기도 하다. 30대 후반. 통칭《호다카 총리》.
30대 후반이지만 어린아이 같은 체격에 키도 상당히 작고(148cm), 심지어 초등생 딸인 쿠누기보다도 작다. 애니메이션〈메이드 웨이트리스★미노리〉에선 주역인 미노리쨩역을 맡았다.
상당한 애연가였지만, 흡연에 의해 목소리가 예전에 비해 미묘하게 변했다. 미사키에게 그것을 지적당해 현재는 금연중.
학생 시절엔 개전 사무라이 트루퍼의 팬이었던 듯하다.
모토야마 쿠누기(元山クヌギ)
호다카와 모토야마 타케시간에 낳은 딸. 좋아하는 것은 나폴리탄 스파게티.
고코우 아즈마(五香 東)
메이드 찻집〈언리미티드〉의 점장.
고교시절엔 렌게지 호다카의 후배로 생도회 회계였다. 호다카를〈렌게지 선배〉라 부르며 따랐지만 호다카를 시작으로한 생도회의 멤버들이 학교를 퇴학한 뒤에 자신만이 남겨졌다고 생각하게끔 되었다.
카마가야 타이요(鎌ヶ谷大洋)
미사키의 동생. 누나와 마찬가지로 츤데레 속성.

### 메이드 찻집 관계자
모에가면(萌仮面)
설령 외딴섬이라도 아침의 식탁이라도, 어떤 장소에도 신출귀물하게 나타나는 공식 메이드 경기의 심판. 숨쉬기와〈모에〉를 동격으로 이야기 할 정도로 높은 레벨의 오타쿠. 하지만, 그 정체는 호다카조차도 알지 못한다.
메이드 경기 공식 블로그〈모에가면의 방〉을 운영하고 있고, 각 단행본 커버의 뒷 부분에 스크린샷이 게재되고 있다.
모에가면 레이디(萌仮面レディ)
가면을 쓴 수수께끼의 웨이트리스. 당연히, 메이드 경기의 심판인〈모에가면〉과는 무관계하다.
이터널 핑크의 이인조(エターナルピンクの二人組) (본명 불명)
거유의〈링고〉와 고양이 귀의〈미캉〉의 콤비. 색기노선이나 얀데레노선으로 메이드 경기에 도전하지만, 미사키와 미노리에게 몇번이나 패배한다.
토키와 마나부(常盤学)
미노리의 숙부.
토키와 아카리(常盤陽)
마나부의 딸. 11세. 낮가림이 심하다.
시노미야 아즈사(篠宮梓)
게임 찻집〈Rafale〉의 점장.
존, 폴, 제임스, 조지(ジョン、ポール、ジェームス、ジョージ)
메이드 찻집〈U•K〉의 마스터. 일본의 오타쿠 문화에 박식하며, 호다카 총리의 실각을 계획하고 있다. 어떤 이름도 모두 가명으로 본명은 불명.
낸시, 제시, 미스 마네페니, 웬디(ナンシー、ジェシー、ミス・マネーペニー、ウェンディ)
메이드 찻집〈U•K〉의 메이드. 어떤 이름도 모두 가명으로 본명은 불명.

### 기타
야하시라 히로키(矢柱大樹)
애니메이션 감독으로, 미노리의 부친. 자신의 찻집을 모티브로 TV 애니메이션《메이드 웨이트리스★미노리》을 만들었다. 현재는 외국에 머물러 있는 듯.
야하시라 츠보미(矢柱つぼみ)
일찍이〈롤리팝〉의 웨이트리스를 했던 여성으로,〈전설의 메이드복〉을 최초로 입은 인물. 미노리의 모친.
모토야마 타케시(元山タケシ)
쿠누기의 아버지며, 호다카의 원 남편.《메이드 웨이트리스★미노리》의 각본도 맡았다.
고교시절엔 호다카에겐 동급생이면서 아즈마의 선배로 호다카와는 악우였지만 통하는 부분도 있었다. 호다카가 고교에서 퇴학처분당한 이후, 자신도 퇴학계를 제출하고 그녀와 사귀게 된다.
무츠미 타이코(六実タイ子)
호다카의 대역. 원래는 팔리지 않는 성우였으나〈미노리쨩의 목소리 흉내〉가 특기였던 일도 있어서 호다카의 곁에서 신의원이 된다. 큰 인형을 쓰는 일이 많다.

### 메이드 웨이트리스★미노리
작품 내에 등장하는 가공의 애니메이션.
미노리(みのりちゃん)
《메이드 웨이트리스★미노리》의 주인공.《궁극의 미소(얼티메이트 스마일)》로 불리는 궁극의 오의로 사람들에게 행복을 전해준다는 설정인듯 하다.
키타나라 시이노, 시노(北習椎野、シィノ)
미노리쨩의 라이벌 캐릭터. 이름과 가슴 사이즈에 콤플렉스를 가지고 있는 빈유 아가씨.
긴(ぎん)
미노리쨩의 사역마격 존재. 외견은 흰 고양이.
쿠로가네(クロガネ)
미노리쨩의 적으로, 시노의 사역마격 존재. 외견은 검은 고양이.

## 용어 설명
메이드 경기(メイドコンペ, Maid-competition)
메이드 찻집 간에 벌어지는 배틀을 말한다. 손님으로부터 MP(모에 포인트)를 많이 얻은 쪽이 승리가 되어, 이긴 쪽은 상대의 메이드복을 뺏는 것이 가능.
메이드 웨이트리스★미노리(メイドウェイトレス★みのりちゃん)
작품 내 등장하는 가공의 애니메이션 작품.
작중 시간상 방영 10주년. 17년 전의 117호 사건이래 방영중지가 되어 버렸던 TV 애니메이션을 7년 만에 부활시킨 작품으로서 전설로 남아있다.
스탭 리스트(※가공의 것)
- 감독 - 야하시라 히로키(矢柱大樹)
- 주요 작화감독 - 카마가야 미사키의 아버지(본명 불명)
- 각본 - 모토야마 타케시(元山タケシ)
- 성우:미노리 역 - 렌게지 호다카(蓮華寺ほだか)

전설의 메이드복(伝説のメイド服)
〈메이드 웨이트리스★미노리〉의 주인공, 미노리의 코스튬의 모델이 되었다고 전해지고 있는 환상의 메이드복.
하루미(晴海)
현실세계에선 말할 필요도 없는 오타쿠의 성지지만, 이 세계에선 17년 전 일어난 어떤《사건》(설정)에 의해 현재에 이르기까지 봉쇄되어 있다.
테크노 슈퍼 라이너(テクノスーパーライナー)
현실세계에선 비싼 원유가의 영향으로 실용선의 취항계획이 무산되었지만, 이 세계에선 무사히 취항하고 있다.
미노리쨩F-2(みのりちゃんF-2)
렌게지 총리 전용기. 2좌석의 F-2B에, 꼬리날개엔〈메이드 웨이트리스★미노리〉의 히로인 미노리쨩의 마크가 그려져 있다. 기체기호는 63-1101.

### 메이드 찻집
언리미티드(アンリミテッド)
〈오성〉의 메이드 찻집. 통칭〈언리미〉.〈메이드 웨이트리스★미노리〉의 제작회사가 기획한〈미노리 카페〉가 전신으로 일본 최초의 상설 메이드 찻집.
롤리팝(ロリポップ)
야하시라 미노리가 자신이 직접 경영하는 메이드 찻집.〈언리미티드〉의 바로 정면 앞에 가게가 차려져 있지만, 손님의 출입은 의외로 나쁘지 않은 듯하다. 메이드 경기 등의 이유로 자주 임시휴업을 하고 있다.
이터널 핑크(エターナルピンク)
미사키나 미도리에게 도전하거나 도전 당하거나 하는 메이드 찻집.
라파엘(Rafale(ラファール))
게임 찻집. 일단 메이드 찻집의 자격은 있지만 실제론 70년대의 인베이더 찻집. 가게에 설치된 게임 기체는 보기엔 상당히 오래된 테이블 기체지만 안의 내용물은 최신.
U・K
본토 영국의 메이드 찻집.
Animation-Bar 양배추길(Animation-Bar キャベツ道)
옛날부터 있던 스폿바의 애니메이션판 같은 가게.

## 코믹스
원판 기준. 한국어판은 현재 1권까지 발매 중.
1. 제1권
  - 원판: ISBN 475806007X
  - 한국어판: ISBN 9788925273389
2. 제2권
  - 원판: ISBN 4758060363
  - 한국어판: ISBN 9788925274645
3. 제3권
  - 원판: ISBN 9784758060592
  - 한국어판: ISBN 9788925275871
4. 제4권
  - 원판: ISBN 9784758060745
  - 한국어판: ISBN 9788925282855
5. 제5권
  - 원판: ISBN 9784758060998
  - 한국어판: ISBN 9788925290133
6. ISBN 9784758061223
7. ISBN 9784758061537